# Bahía Jan Thiel
La Bahía Jan Thiel (en neerlandés: Jan Thielbaai) es una de las muchas playas y una bahía en Curazao. Se encuentra en el sur de Jan Thiel , un barrio en el sureste de Willemstad la capital de la isla. Se encuentra entre la Bahía Cornelis en el oeste y la Bahía de Caracas, en el este. Jan Thiel es una playa libre que fue construida por los centros turísticos cercanos. Es la única playa en Curazao, que se creada artificialmente en gran medida. Se compone en gran parte de un enorme tanque de concreto en el mar que muestra arena ocre. 
Jan Thiel es actualmente libre para todo público.